# Matteo Draperi
Matteo Draperi, né le 17 janvier 1991 à Coni, est un coureur cycliste italien.

## Biographie

### Carrière amateur
Jusqu'à la catégorie juniors, Matteo Draperi est l'un des principaux champions du cyclisme italien, deux fois vice-champion d'Italie et deux fois vainqueur du challenge Oscar TuttoBici. Il commence la catégorie U23 avec une douleur physique, et subit une opération chirurgicale à la colonne vertébrale, en raison de ce problème les résultats dans cette catégorie sont compromis, mais il parvient à obtenir la victoire. 
Il est membre de la formation Chambéry CF en 2013 et de la formation UC Monaco en 2014-2015.
Depuis 2019, il a rejoint le Sprinter Club de Nice et l'entente avec le Vélo Sport hyérois pour courir sous les couleurs du Team Cycliste Azuréen.
En 2020, il commence sa saison brillamment avec une deuxième place au Trophée de l'Essor, manche de l'Essor basque.

### Carrière professionnelle
Il devient professionnel en 2016 avec l'équipe Southeast-Venezuela. Dans cette catégorie, il se révèle être un coureur capable de se sacrifier pour ses coéquipiers. Il participe régulièrement aux courses belges, en particulier au Tour des Flandres, aidant son leader Filippo Pozzato à se mettre en vue.
Non conservé par sa formation, il trouve refuge au sein de l'équipe continentale Sangemini-MG.Kvis en 2018.

## Palmarès
- 2008
  - 2e du Tre Ciclistica Bresciana
- 2009
  - Coppa Pietro Linari
  - Coppa Valle Grana
- 2013
  - Grand Prix d'Autrans
- 2014
  - Critérium Souvenir Louis-Nucéra
  - 2e de la Ronde de Montauroux
  - 2e de la Nocturne de Troyes
  - 3e du Tour du Chablais
- 2015
  - Grand Prix de Saint-Étienne Loire
  - Critérium de Monaco
- 2020
  - 2e du Trophée de l'Essor

## Classements mondiaux
| Année           | 2017   |
| --------------- | ------ |
| UCI Europe Tour | 1 792e |